# The Scarecrow (álbum)
The Scarecrow es el tercer disco del proyecto de Tobias Sammet para Avantasia. Según las propias palabras de Sammet, The Scarecrow cuenta la historia de una criatura solitaria, aislada emocionalmente de su entorno y cuya percepción sensorial se encuentra distorsionada. Al no ser correspondido por el amor de su vida, inicia un camino de búsqueda, en el que lucha por encontrar la paz interior y por abrirse paso hacia la aprobación. Finalmente tendrá que confrontar la tentación en la profundidad del alma humana.

## Temas
1. "Twisted Mind" – 6:14
2. "The Scarecrow" – 11:13
3. "Shelter from the Rain" – 6:09
4. "Carry me Over" - 3:52
5. "What Kind Of Love" - 4:56
6. "Another Angel Down" - 5:41
7. "The Toy Master" – 6:21
8. "Devil in the Belfry" – 4:42
9. "Cry Just a Little" – 5:16
10. "I Don't Believe in Your Love" – 5:34
11. "Lost in Space" – 3:52

## Componentes
- Músicos

- - Guitarra
    - Sascha Paeth
    - Henjo Richter (Gamma Ray)
    - Kai Hansen (Gamma Ray)
    - Rudolf Schenker (Scorpions)

  - Bajo
    - Tobias Sammet (Edguy)

  - Batería
    - Eric Singer (Kiss, ex-Black Sabbath, Alice Cooper)

  - Teclado
    - Michael Rodenberg
- Cantantes

- - Tobias Sammet (Todos los temas)
  - Roy Khan (Tema 1)
  - Jorn Lande (Temas 2, 6, 8)
  - Michael Kiske (Temas 2, 3, 5)
  - Bob Catley (Temas 3, 9)
  - Amanda Somerville (Temas 5, 11)
  - Alice Cooper (Tema 7)
  - Oliver Hartmann (Tema 10).

- Datos: Q1754765
- Multimedia: Avantasia / Q1754765